# Храм Рождества Пресвятой Богородицы в Бутырской слободе
Храм Рождества Пресвятой Богородицы, что на Бутырках — православный храм в Москве, принадлежащий к Троицкому благочинию Московской городской епархии Русской православной церкви. 
В советское время обезглавлен и обезображен, в наши дни воссоздан. Одно из оставшихся строений храма находится по адресу Бутырская улица, дом 56, другое — по адресу Новодмитровская улица, дом 47: церковь оказалась "разрезана": на Бутырской улице оказалась колокольня, на месте снесенной центральной части стоит советское пятиэтажное здание (ранее часть завода), а основной корпус церкви оказался в его внутреннем дворе с выходом на Новодмитровскую улицу.

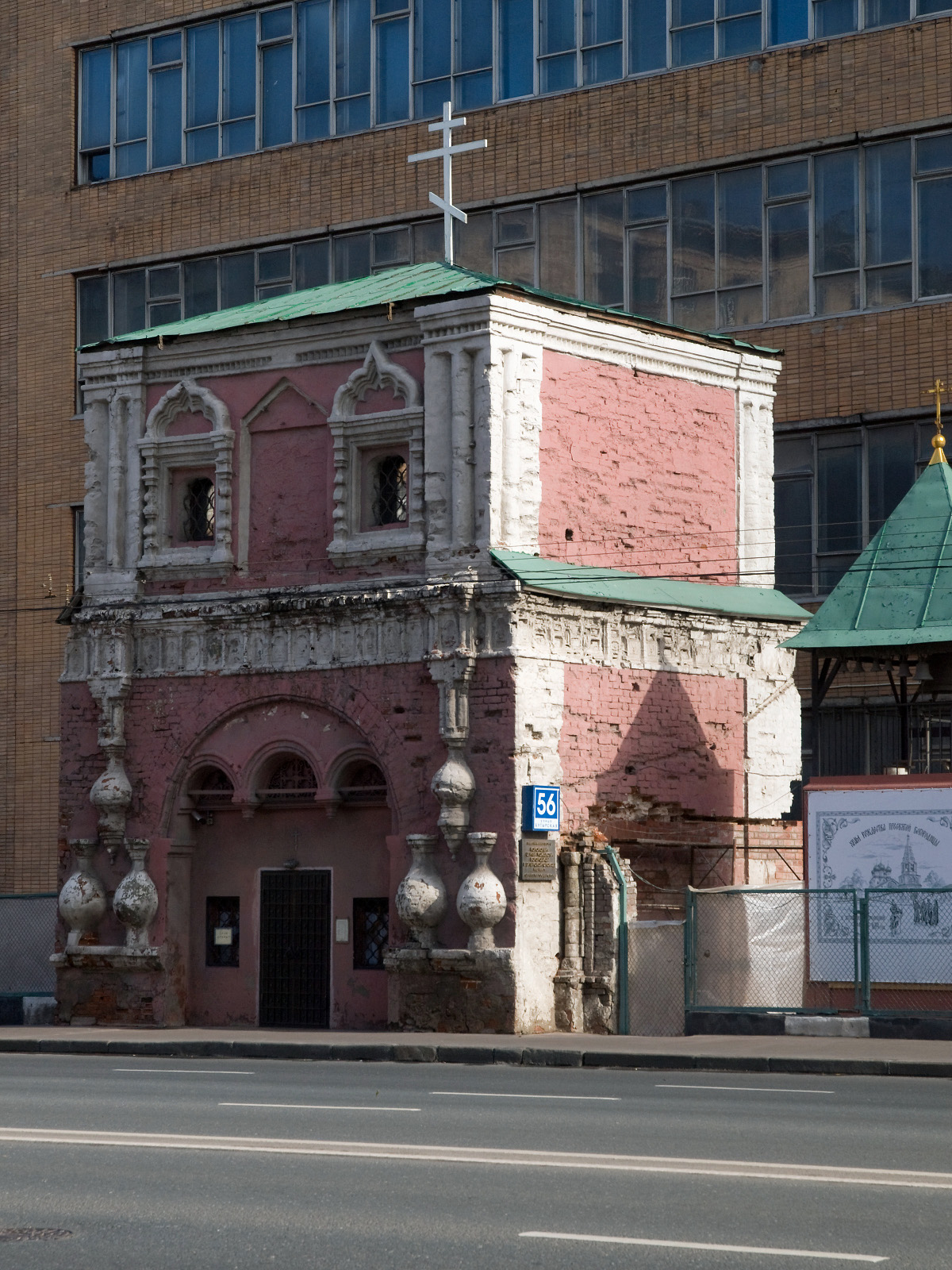
Колокольня в 2009 году
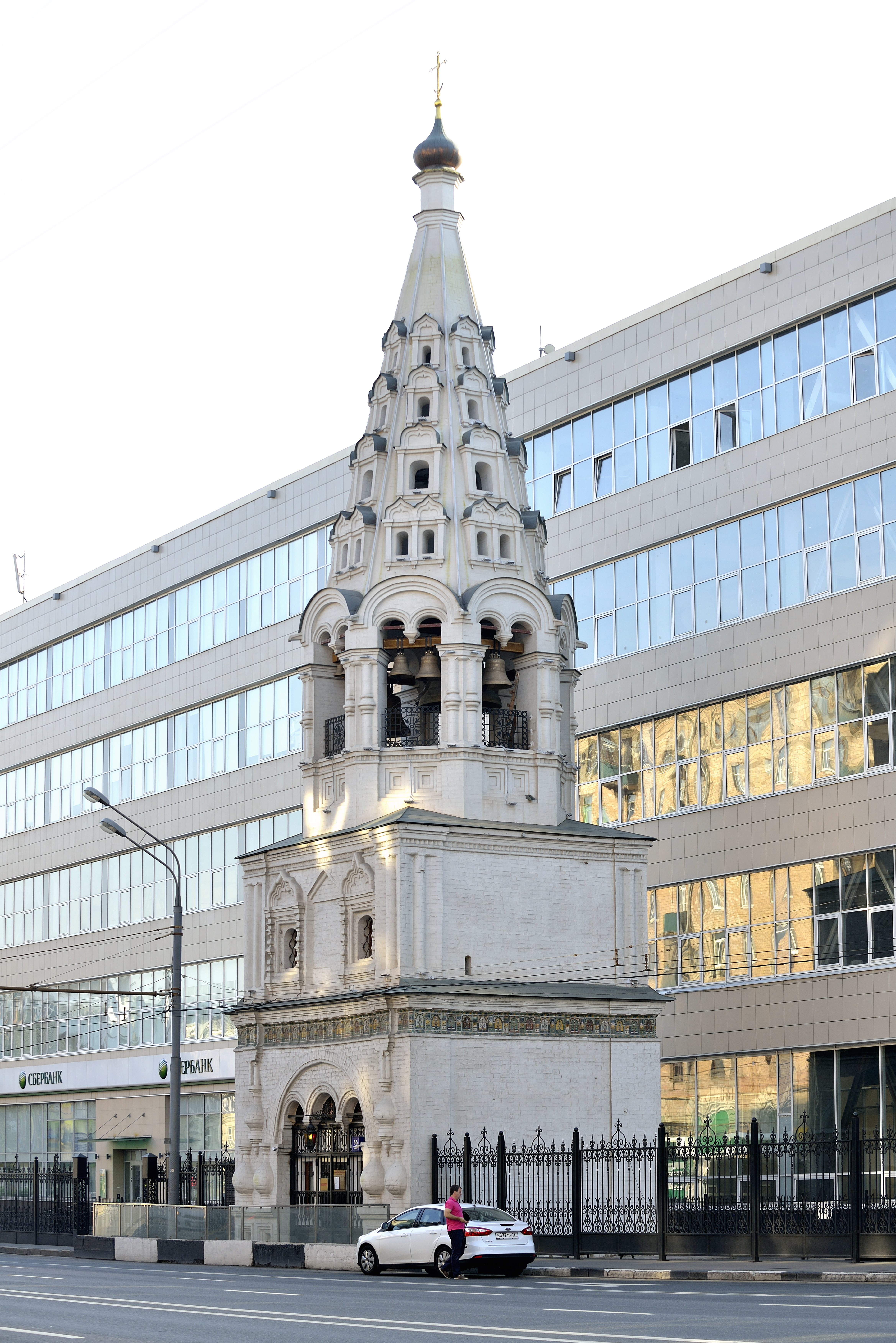
Восстановленная колокольня
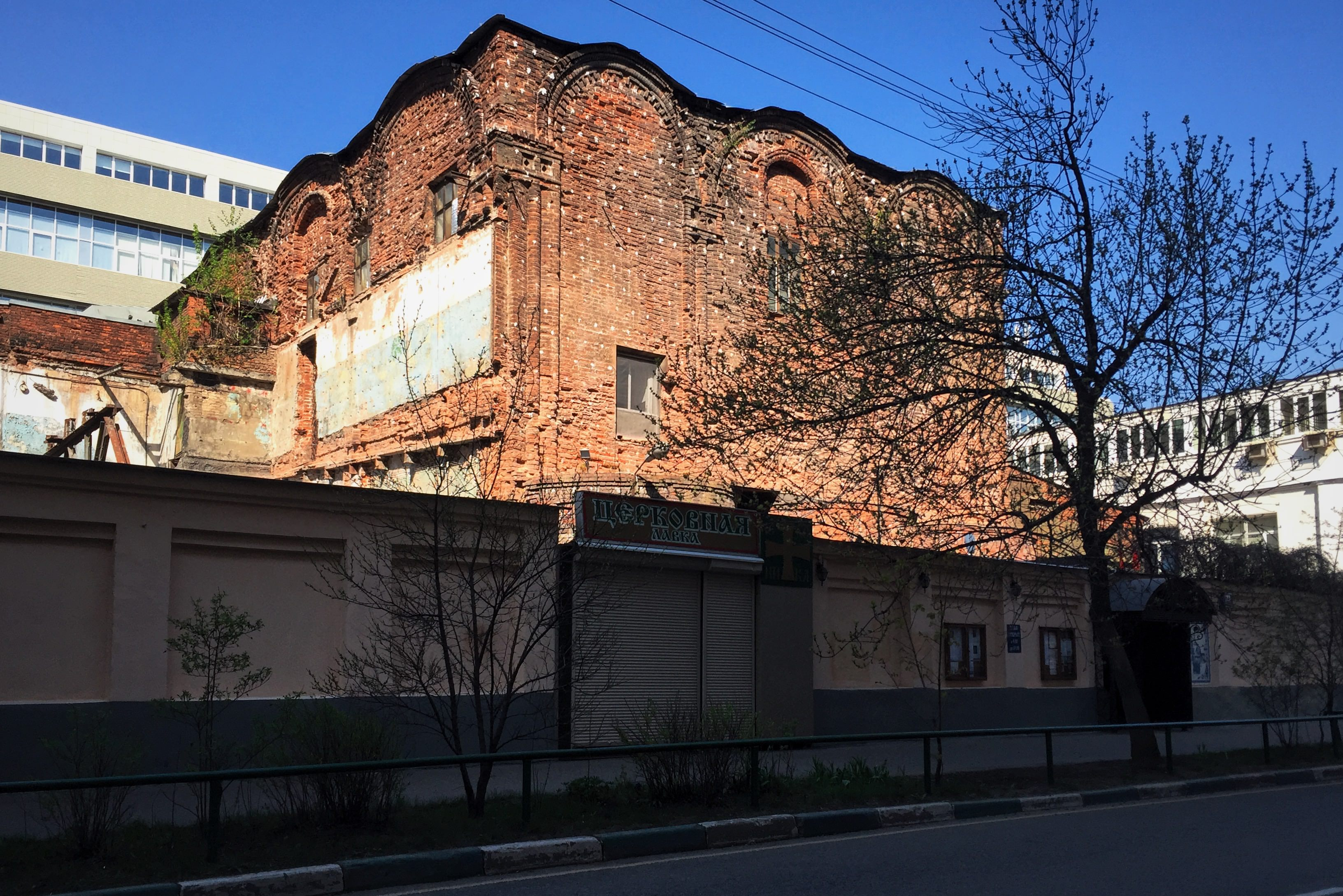
Здание церкви в 2016 году
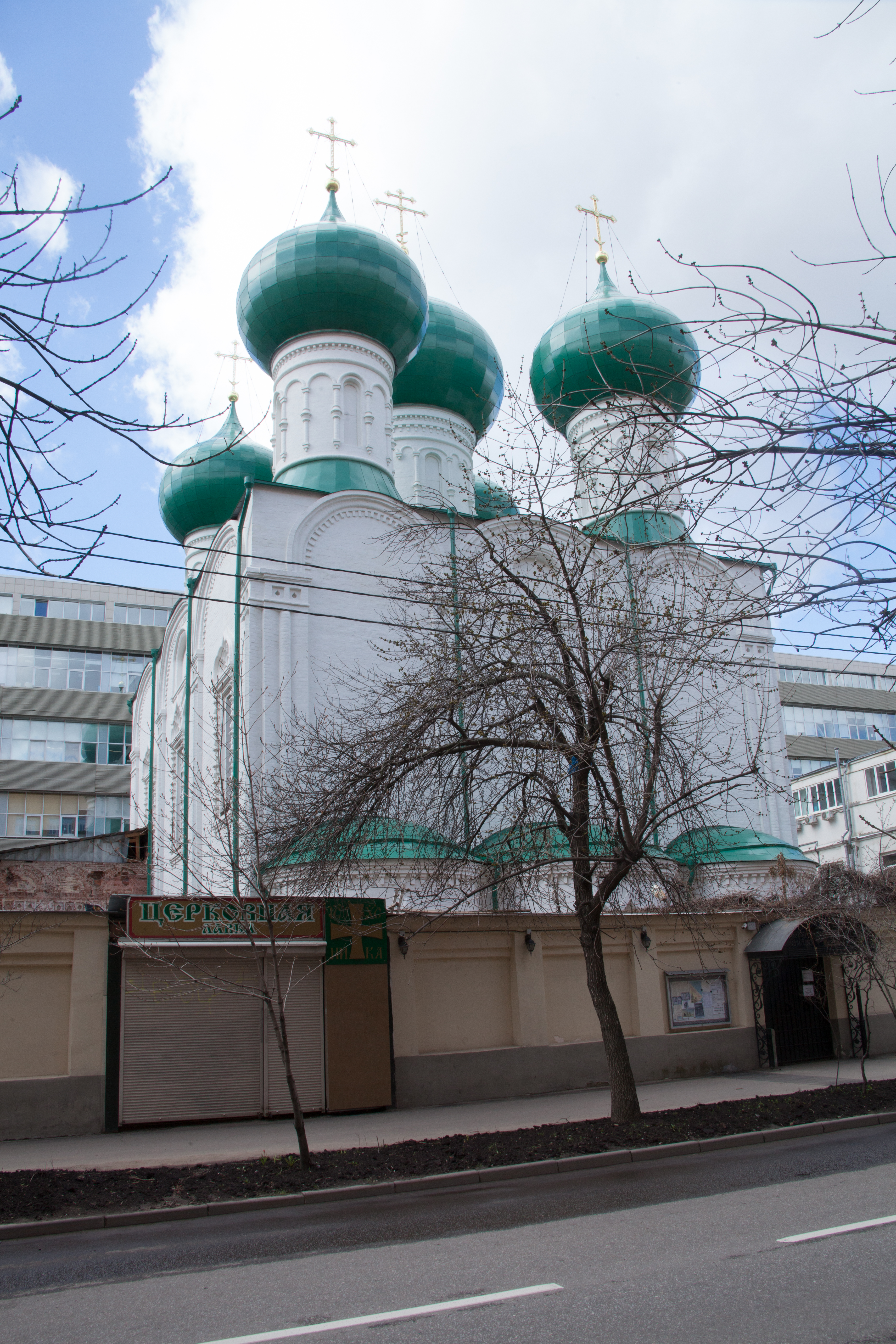
Здание церкви в 2024 году

## История
Первое упоминания новопостроенной церкви Рождества Пресвятой Богородицы в селе Рождественском относится к 1647 году. Деревянную церковь построил в своих владениях боярин Никита Романов, церковь находилась чуть в стороне от текущего места, приблизительно там, где сейчас находится Вятская улица, где в то время проходила Дмитровская дорога, а село получило название по имени храма: село Рождественское на Дмитровской дороге. 
В 1646 году село стало казённым, и в нём разместили солдат Бутырского полка Родиона Жданова. По случаю окончания войны с Османской империей и Крымским ханством в 1682—1684 годах был построен большой полковой соборный двухстолповый храм, с четырёхстолповой трапезной и шатровой колокольней. Деньги на строительства храма внесли солдаты Бутырского полка; крупные пожертвования сделали цари Пётр и Иван. В храме разместили полковое знамя и трофейные знамёна вражеских армий; во втором ярусе колокольни установили икону Спаса Нерукотворного — копию образа, расположенного над Спасскими воротами Московского Кремля.
Во время нашествия Наполеона Рождественский храм сильно пострадал. Богослужения возобновились в конце 1812 года, окончательное восстановление завершили лишь в 1855 году. В 1900—1908 годах архитектор Ф. Ф. Горностаев осуществил ремонт колокольни, перестроил трапезную и создал новый мраморный иконостас.

### После революции
После октябрьской революции здание храма практически сразу было признано памятником архитектуры и поставлено на государственную охрану. Богослужения в храме продолжались до 1920 года и даже рассматривался вопрос о признании его кафедральным собором вместо Елоховского. В 1935 году храм закрыли и передали заводу № 132 Глававиапрома, который впоследствии стал режимным предприятием «Знамя». В здании храма разместили сначала склад, а затем заводской цех. В начале Великой Отечественной войны снесли верхний ярус колокольни — по одной из версий, как возможный ориентир для вражеских самолётов.
В 1970 году при строительстве нового цеха завода снесли трапезную, и храм, всё ещё находящийся на тот момент под государственной охраной, оказался разделённым новым заводским зданием на две части. В бывшей колокольне разместили дворницкую — здесь хранился инвентарь и соль для борьбы с гололёдом. В здании храма, которое после строительства цеха получило новый адрес по Новодмитровской улице, но под государственную охрану не попало (охраняемое здание числилось по Бутырской улице, дом 56), разместили прессовый цех завода, вследствие чего бывшая церковь серьёзно пострадала.

### Воссоздание
Остатки колокольни возвращены Русской Православной Церкви в 1998 году. В 1999 году с восточной стороны к колокольне пристроили апсиду под алтарь, а с южной стороны — звонницу и освятили малым чином в честь Сергия Радонежского и князя Дмитрия Донского. В 2011—2013 годах были проведены работы по восстановлению и реставрации колокольни (автор проекта — архитектор-реставратор Н. И. Даниленко).
Здание храма вместе с земельным участком было передано Русской Православной Церкви только в 2000 году. С 2006 года возобновились богослужения в возвращённом здании храма, в результате чего была отреставрирована надвратная церковь, а на ней восстановлена колокольня. Внесён в Красную книгу Архнадзора (электронный каталог объектов недвижимого культурного наследия Москвы, находящихся под угрозой), номинация — ветхость.
Настоятель храма — протоиерей Алексий Талызов.

## Престолы
- Рождества Пресвятой Богородицы
- Святителя Николая чудотворца
- Преподобного Сергия Радонежского